# República Eslovaca (1939-1945)
La (primera) República Eslovaca (en eslovac: Slovenská republika) o Estat Eslovac (en eslovac: Slovenský štát) va ser un estat nació eslovac titella de l'Alemanya nazi durant la Segona Guerra Mundial, el qual ocupava fonamentalment el territori que des de 1993 és Eslovàquia, excepte una franja de terra al sud de majoria magiar que va ser cedida a Hongria després del Primer arbitratge de Viena i Rutenia, aquesta franja va ser recuperada en concloure la contesa mundial. L'estat va sorgir el març de 1939 amb el nom d'Estat Eslovac, quan Alemanya va crear el Protectorat de Bohèmia i Moravia (actual Txèquia) i la mateixa República Eslovaca desmembrant així la Segona República Txecoslovaca. Posteriorment, el juliol d'aquest mateix any, es va proclamar una república independent. Va ser governat pel monsenyor Josef Tiso. A més a més d'amb Bohèmia i Moravia, limitava amb Alemanya, Polònia i Hongria. La República Eslovaca va deixar d'existir de facto el 4 d'abril de 1945, quan les tropes soviètiques van ocupar la capital del país, Bratislava, quan estaven ocupant Alemanya pel Front Oriental. Destaca per l'ajuda al Tercer Reich durant la Campanya de Polònia.

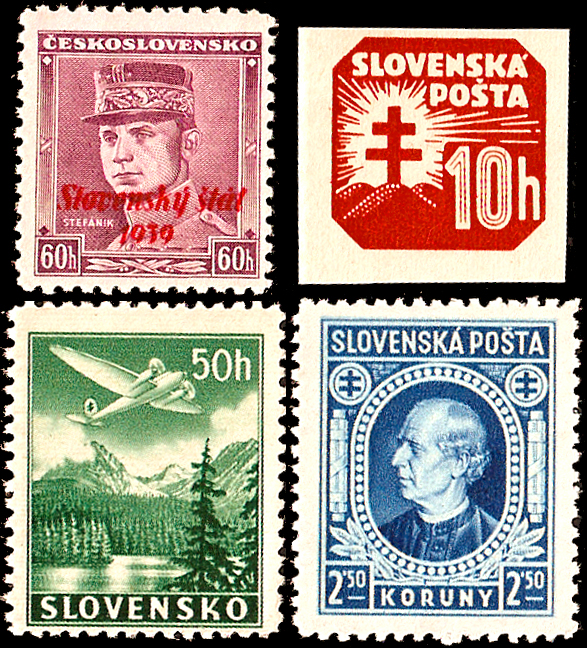
Segells de correu d'Eslovàquia, 1939-45.

Encara que algunes vegades és anomenada I República Eslovaca, la moderna República Eslovaca refusa considerar aquest estat el seu antecessor, principalment per l'aplicació de polítiques antisemites i per haver la manca d'autonomia al seu govern. Durant la guerra freda, en els llibres d'història de Txecoslovàquia es va referir a aquesta nació com l'Estat Eslovac. Aquesta breu república solament va ser reconeguda per les nacions que formaven part de l'esfera d'influència de les Forces de l'Eix i de la Unió Soviètica, així com per El Salvador i Suïssa.

## Antecedents
Encara que els acords de Múnic van finalitzar la crisi dels Sudets, la pèrdua de territori nacional crític per a la defensa de les fronteres txecoslovaques, van afeblir fortament el govern txecoslovac. Aquesta feblesa va ser aprofitada pels partits eslovacs, liderats pel monsenyor Josef Tiso, per exigir major autonomia dins de l'acabada de canviar República de Txecoslovàquia.
Per la seva banda, Hitler ja estava preparant la creació del Protectorat de Bohèmia i Moravia, però no estava segur del que havia de fer amb Eslovàquia. Inicialment va pensar en annexar-la a Hongria, però en preveure una negativa reacció eslovaca davant tal proposta, va decidir crear l'estat eslovac.

## Independència
Al començament de març de 1939, quan el primer ministre txecoslovac va rebre notícia dels contactes secrets de Tiso i els seus emissaris amb Polònia i Alemanya, va perdre la seva confiança en ell i el va convocar a Praga. Tiso no va acudir i en el seu lloc van arribar a la capital dos representants eslovacs la tarda del 8 de març. L'endemà, un consell de ministres va tractar l'assumpte: la notícia de la petició de la delegació econòmica eslovaca d'ajuda d'Alemanya per proclamar la independència va causar profunda impressió entre els reunits. Es va decidir destituir a Tiso i substituir el seu govern si a això no s'oposaven els alemanys. El ministre d'afers exteriors va sol·licitar immediatament l'opinió d'Alemanya i fins i tot va inquirir sobre el suport alemany a la independència eslovaca: la resposta va ser vaga, per la qual cosa aquesta nit el president de la república va signar la destitució de Tiso i altres tres ministres. La mesura es va anunciar el matí següent.
El Govern va mantenir l'autonomia eslovaca i va nomenar primer ministre de la regió al ministre d'educació, al que es van adjudicar totes les carteres excepte la de finances. En rebutjar el nomenament, li va substituir de forma interina precisament el ministre regional de finances, Pavol Teplanský. El canvi de govern va explicar en general amb la comprensió de les potències i el silenci d'Alemanya. El Govern va enviar reforços policials i militars a la regió, va prendre el control dels punts estratègics, va proclamar la llei marcial i va detenir a alguns dels més destacats independentistes.
Descartat Tiso, el Govern de Praga es va avenir a nomenar com a substitut a Karol Sidor, les condicions del qual va acceptar. Aquest semblava disposat a no proclamar la independència i acontentar-se, almenys temporalment amb l'autonomia. La nit de l'11 de març es va anunciar la formació del nou Govern. Tant els extremistes eslovacs com enviats alemanys van acudir a Sidor perquè proclamés immediatament la independència, però aquest va vacil·lar. Tiso, amb l'aquiescència del partit, va marxar a Berlín convidat per Hitler, que li va acudir perquè proclamés immediatament la independència.
Joachim von Ribbentrop va presentar informes falsos on s'indicava l'aglomeració de tropes hongareses a la frontera eslovaca, l'objectiu final de la qual era la divisió d'Eslovàquia entre Polònia i Hongria. Se li va instar a Tiso la necessitat de proclamar el naixement de l'Estat Eslovac, protegit per Alemanya, amb l'objectiu de detenir aquesta suposada agressió. Tiso no va voler prendre aquesta decisió pel seu compte, i va viatjar immediatament a Eslovàquia, on la Dieta eslovaca, després de llegir els falsos reportis, va proclamar el 14 de març la secessió eslovaca de Txecoslovàquia. Josef Tiso va ser proclamat primer ministre i l'endemà, l'Estat Txec va deixar d'existir en crear-se el Protectorat de Bohèmia i Moravia. El matí del 15 de març, el cònsol alemany va anunciar al nou ministre d'afers exteriors, Ferdinand Ďurčanský, la intenció de desplegar tropes en part del territori de l'Estat eslovac, per a sorpresa d'aquest, doncs fins llavors no s'havia acordat tal cosa en les converses entre alemanys i eslovacs.

## Relacions internacionals
La disputa territorial amb Hongria, que en el Primer arbitratge de Viena es va saldar amb la inclusió de 272 000 eslovacs i 38 000 rutens a Hongria, empitjorà les relacions entre els aliats d'Alemanya.
El 23 de març de 1939, el Regne d'Hongria va atacar a Eslovàquia des de la Rutenia Transcarpática, que havia ocupat poc abans. L'anomenada Guerra Hongaresa-Eslovaca o "Petita Guerra", va finalitzar una setmana després, quan Eslovàquia va cedir territoris orientals d'una extensió 1.697 km², amb una població de 70 000 persones.
L'Estat Eslovac va dependre sempre d'Alemanya. A causa del Tractat de Protecció Mútua entre l'Imperi Alemany i l'Estat Eslovac, (en alemany: Shutzfreundschaft) signat el 18 de març a Viena per Tiso i el 23 a Berlín per Ribbentrop, la política exterior i l'exèrcit eslovac van ser controlades per Alemanya. Eslovàquia permetia així mateix la construcció de bases militars a l'oest del país, amb dotacions que Alemanya podia augmentar a voluntat. D'aquesta manera, Eslovàquia va enviar soldats a la guerra contra Polònia encara que aviat els van retirar del front. El territori eslovac va romandre gairebé tota la guerra lliure de tropes alemanyes, a excepció d'una franja de terra a la frontera amb Alemanya. L'Exèrcit eslovac es va caracteritzar, sobretot en els seus començaments, pel seu deficient armament i formació i l'escassetat de bons oficials.
El mateix tractat incloïa una secció secreta en la qual es disposava la col·laboració econòmica i financera d'ambdós països, a la pràctica va ser d'Eslovàquia cap a Alemanya.
Durant la seva instauració, el Govern eslovac va intentar recuperar el territori perdut davant Hongria en el Primer Arbitratge de Viena per mitjà de la diplomàcia. No obstant això, Alemanya mai va recolzar les seves aspiracions, que es van veure condemnades al fracàs. Va aconseguir, no obstant això, va aconseguir la devolució d'unes diminutes franges de territori que Polònia s'havia annexat després de la Crisi de Múnic, ho va fer participant del costat alemany en l'atac a Polònia el setembre de 1939.
El 24, seguint en la seva línia de subjugació per part d'Alemanya de la seva política exterior, Eslovàquia va subscriure el Pacte Tripartit. El país va participar així mateix en la invasió de la Unió Soviètica a partir de 1941.

## Govern i vida civil

### Organització territorial

La República Eslovaca: les planes del sud de majoria magiar van haver de ser cedides a Hongria després del Primer arbitratge de Viena i Rutenia. Gràcies a la seva participació en l'atac alemany a Polònia, va obtenir dos enclavaments al nord.

El 85 % dels habitants d'Eslovàquia eren eslovacs ètnics, mentre que els altres 15 % eren alemanys, magiares, jueus i gitanos. El 50 % de la població es va dedicar a l'agricultura durant la guerra. L'Estat Eslovac va ser dividit en 6 comtats, 58 districtes i 2659 municipalitats. La capital, Bratislava, comptava amb cent vint mil habitants en aquesta època. La població total del país rondava els dos milions sis-cents mil habitants.

### Sistema polític
El sistema legal d'Eslovàquia era similar al del seu antecessor Txecoslovàquia, encara que va ser modificat gradualment. D'acord amb la Constitució del 1939, el president era el cap d'Estat, mentre que la Dieta de la República Eslovaca era el principal òrgan legislatiu, sent elegidacada cinc anys, encara que les eleccions no eren generals. El Consell d'Estat executava les funcions de Cambra alta. El poder executiu comptava amb un gabinet de vuit ministres. Des de la seva fundació, l'Estat va adoptar un sistema polític de partit únic, el Partit Popular Eslovac de Hlinka, havent-se prohibit els partits d'esquerra i les organitzacions de caràcter txecoslovac ja abans de la independència, després de la crisi de Múnic. A la tardor de 1939, el Parlament va confirmar que només es permetia l'existència del PPE i dels partits de les minories. El 26 d'octubre Tiso va ser triat president de la república, amb Tuka al capdavant del Govern. La ideologia del nou Estat, autoritari, s'enquadrava en el feixisme clerical. Sistema corporatiu cristià, era una forma de totalitarisme més moderada que el nacionalsocialisme alemany.
El gener de 1940, es va decretar l'afiliació a la Guàrdia de Hlinka, declarada organització militar, de tots els eslovacs entre setze i seixanta anys.
El partit governant no era homogeni, sinó que estava dividit en dues fraccions, una catòlica moderada i l'altra radical nacionalsocialista. L'ala moderada, representada per monsenyor Jozef Tiso i els veterans del partit, volia crear un Estat autoritari i catòlic i controlava els principals llocs del Govern. El corrent nacionalsocialista era ferventment nacionalista i antisemita i acceptava sense reserves el control i la ideologia alemanys. Estava representada per la Guàrdia de Hlinka i els seus principals dirigents eren el primer ministre Vojtech Tuka i el ministre de l'Interior Alexander Mach. Aquesta fracció radical volia eliminar d'Eslovàquia als elements forans, incloent els txecs; no obstant això, no comptava amb molt suport popular. Mentre els primers s'inclinaven més cap al model austríac i italià, els segons seguien fidelment l'ideal nazi alemany. Una tercera agrupació en el partit, formada principalment per intel·lectuals radicals catòlics i nacionalistes i, durant un temps, partidaris d'un acostament a Polònia, concentrats al voltant del diari Nàstup, van perdre tot poder després de la reunió de Tiso amb Hitler al juliol de 1940 en la qual aquest va sol·licitar reformes al Govern eslovac. Després de la conferència, Mach va prohibir la publicació i va dissoldre les organitzacions afins a aquesta fracció del partit. A diferència dels radicals proalemanys reunits entorn de la Guàrdia de Hlinka, en general mediocres, els nacionalistes d'ultradreta propers a Nástup sí que havien comptat amb elements de notable talent.
Com era d'esperar-se, la República Eslovaca de 1939 estava marcada pel feixisme. Els comunistes van denominar a aquest sistema de govern com a feixisme clerical, similar al dels ustachas a Croàcia. El partit polític regenti era el Partit Popular Eslovac de Hlinka o Partit Eslovac d'Unitat Nacional. Tots els altres partits van ser prohibits, excepte els quals representaven a les minories hongareses i alemanyes.
La política interior del país va estar marcada per la lluita dels dos corrents del partit únic per aconseguir el poder total i l'arraconament de l'adversari. Encara que va haver diversos moments en els quals va semblar que un bàndol podria derrotar completament a l'altre, els alemanys no van permetre que això succeís, mantenint un equilibri recolzant o a uns o a uns altres. Tiso va aconseguir, no obstant això, mantenir a les seves mans la capacitat principal sobre les decisions del país, dins dels marges permesos pel país protector. La majoria de la població, incloent els enemics declarats del règim com els comunistes, van recolzar temporalment a Tiso en la seva lluita contra els radicals entorn de Tuka com mal menor.

### El «problema jueu» a Eslovàquia
Des de la creació de l'Estat en la primavera de 1939 el govern va adoptar una postura antisemita. Els dirigents del país desitjaven veure-ho lliure de jueus (en : judenfrei)?. L'estat comptava amb un departament especial, el XIV del Ministeri de l'Interior, encarregat de resoldre l'anomenat «problema jueu».
Els dirigents eslovacs van fomentar l'emigració jueva, van seguir de prop els plans alemanys d'expulsió a Madagascar i, partir de 1940, van començar a tancar a la població jueva en guetos. En la tardor de 1941 aquesta mesura es va accelerar substancialment. com a preludi de les deportacions. Al setembre d'aquest any es van aprovar lleis equivalents a les de Núremberg. Existia, segons l'assessor alemany per a la qüestió jueva, Dieter Wisliczeni, un pla governamental per empobrir a la comunitat jueva, creant així un problema social i econòmic que semblés requerir la seva expulsió. Al juliol responsables eslovacs havien visitat camps en l'Alta Silesia, les males condicions de la qual van fer al govern descartar temporalment la deportació.
Igual que a Alemanya, es van establir lleis racials, de la mateixa naturalesa que les Lleis de Núremberg, al setembre de 1941. Amb aquestes lleis es va prohibir que els jueus es casessin amb persones d'altres grups ètnics, i se'ls va prohibir que exercissin molts treballs. Un mes després, la guàrdia de Hlinka havia enviat a uns 15 000 jueus de Bratislava a camps de treball.
En la reunió de Tiso i Tuka amb Hitler a l'octubre de 1941 es va tractar l'assumpte dels jueus, En l'hivern els va concentrar en 14 assentaments i 4 camps. Per llavors els jueus alemanys ja havien estat deportats als camps de concentració nazis a Polònia. L'ambaixador alemany va sol·licitar permís al govern eslovac per deportar als jueus eslovacs residents a Alemanya, rebent permís a condició de mantenir el govern la propietat dels béns dels deportats. Els funcionaris eslovacs eren conscients de la destinació dels jueus deportats.
L'Estat Eslovac va estar d'acord en la deportació massiva de jueus "per ser ressituats en territoris de l'est", com a part de la Solució Final, no obstant això, l'Estat Eslovac va intentar convèncer als alemanys que consideressin a aquests jueus com un reemplaçament dels treballadors eslovacs que havien de ser enviats a Alemanya. Després de la Conferència de Wannsee, els alemanys van accedir a les peticions eslovaques, encara que l'Estat Eslovac va haver de pagar per desfer-se de cada jueu. Al principi es va accedir a deportar solament a uns 20 000 jueus "sans i forts", però finalment l'Estat Eslovac va acceptar una proposta alemanya de despatxar a tota la població jueva.
El 16 l'ambaixada alemanya rebia l'encàrrec de sol·licitar l'enviament de 20 000 jueus en condicions de treballar per ser enviats a l'est, petició que el govern eslovac, conegut per la seva lenta burocràcia, va acceptar en 4 dies. Després de les primeres deportacions el govern eslovac va sol·licitar, justificant-se amb raons humanitàries, la deportació de les famílies al complet. Els moderats del consell d'estat, no obstant això, s'havien resistit al començament a concedir les deportacions, sent convençuts finalment per un bisbe membre del mateix. El president Tiso, no obstant això, va donar suport a la mesura. El Vaticà, per la seva banda, es va oposar amb vehemència a les expulsions. El govern va tractar de justificar-les indicant que els jueus eren enviats a treballar a l'estranger, encara que coneixia la destinació real dels deportats.
Les deportacions massives es van iniciar al març de 1942, però es van detenir a l'octubre d'aquest mateix any quan una coalició d'oficials governamentals recolzats per personalitats del Vaticà van intervenir. Aquesta coalició havia estat formada per un grup de ciutadans jueus liderats per Gisi Fleischmann. Per a aquell moment, uns 59 000 jueus ja havien estat enviats a Auschwitz i a altres camps de concentració, encara que se'ls havia fet creure als governants eslovacs que els jueus estaven treballant en fàbriques d'armament alemany. Algunes personalitats del govern eslovac es van queixar davant les autoritats alemanyes quan es van assabentar que molts dels jueus deportats havien mort en execucions massives.
Quan l'Exèrcit Roig va arribar a la frontera eslovaca a l'octubre de 1944, les deportacions es van reiniciar. Després del fracàs de l'Aixecament Nacional Eslovac, els alemanys van ocupar militarment el país, i uns tretze mil cinc-cents jueus van ser deportats i cinc mil van ser arrestats. En total, dels setanta mil jueus d'Eslovàquia abans de la guerra, seixanta-cinc mil van morir o van ser assassinats en captivitat.

### Les minories alemanya i hongaresa
Representada pel Partit dels Alemanys dels Carpats (Karpathendeustch Partei), dirigit per Franz Karmasin, originalment nacionalista i, amb el temps, completament nacionalsocialista, la minoria alemanya va tractar, almenys els seus dirigents, de ser absorbida en el Reich com els seus veïns de la part txeca del país. Els interessos d'Hitler, no obstant això, indicaven la necessitat de comptar amb un aliat fidel com Eslovàquia abans que de donar satisfacció a la minoria alemanya: els alemanys van quedar integrats a Eslovàquia.
Tiso va concedir, no obstant això, una àmplia autonomia a la minoria, que va quedar representada oficialment a través del partit de Karmasin, que va obtenir un lloc de secretari d'estat al govern eslovac.
Després de l'Aixecament Eslovac de 1944, que va ser sufocat per les tropes alemanyes però va costar grans sofriments a la minoria, Himmler va ordenar l'evacuació total de la minoria del país. La falta de cooperació de les autoritats i el poc desig de part de la població d'abandonar les seves llars van frenar l'operació.
La minoria hongaresa estava en una posició pitjor que l'alemanya. Les seves terres, com les dels txecs i jueus, van ser expropiades.

## Economia
El febrer de 1940 es va aprovar un pla quinquennal, que no va aconseguir resoldre l'alça dels preus. Entre octubre de 1939 i el mateix mes de 1940, el preu dels productes agrícoles va créixer un 10 % i el dels tèxtils, un 30 %. El país comptava amb una indústria escassa (un 17 % de la indústria de l'antiga Txecoslovàquia es trobava en territori de la nova república). Els seus principals recursos econòmics abans de la independència havien estat el turisme, la fusta i el mineral de ferro. El comerç va quedar copat per Alemanya, tant en intercanvis directes com a indirectes a través del Protectorat de Bohèmia i Moràvia. Gràcies a l'exportació de fusta, Eslovàquia tenia cinc-cents milions en el seu compte de permutes a Praga i entre cinquanta i seixanta en la de Berlín en 1940; al març de l'any següent, aquesta última havia crescut fins als set-cents quaranta-cinc milions, mentre que la primera s'havia reduït als quatre-cents trenta-u. Per tractar d'equilibrar la balança comercial, el Govern va tractar de reduir les exportacions i fomentar les importacions, i reforçar el comerç amb altres països (Bulgària, Romania i uns altres). Així i tot, en 1942 Alemanya concentrava el 72 % del comerç eslovac. La integració econòmica de la república amb Alemanya va suposar un gran creixement del comerç, l'explotació de noves mines d'antimoni i manganès i noves inversions alemanyes.
L'agost de 1940, el Govern va emprendre la construcció d'una autopista que creuava el territori d'oest a est i que, juntament amb cessió de l'ús del ferrocarril Oderberg-Košhissi a Alemanya, li permetia a aquesta traslladar ràpidament tropes a la frontera soviètica.
En la tardor de 1941, es va prohibir l'exportació d'aliments i alguns productes com el pa, la farina, la carn o el sucre van començar a racionarse. L'augment del mercat negre que al juny de 1942 s'establís una junta encarregada d'augmentar la producció d'aliments i de controlar la distribució. Al març s'havia organitzat un servei de treball d'acord al model alemany

## Fi de la República
La proximitat de les tropes soviètiques a les fronteres eslovaques van fomentar la resistència al Govern i a alemanys i van fer que el 12 d'agost s'instaurés la llei marcial i el 24 la mobilització total. El 27 les tropes alemanyes van entrar al país i es va desencadenar l'aixecament de la guerrilla, que comptava amb l'ajuda de paracaigudistes aliats.
Poc després de començar el fallit Aixecament eslovac d'agost de 1944, els alemanys van ocupar militarment el país, per la qual cosa la fràgil independència de la República Eslovaca va desaparèixer per complet. A l'octubre els alemanys van aixafar l'alçament. Entre 1944 i 1945 les tropes de la Wehrmacht es van convertir en l'autoritat civil i militar per a tots els efectes pràctics, fins que a inicis de març de 1945 les tropes soviètiques van començar novament el seu avanç pel país.
Davant la urgència de defensar els pous petrolífers de l'oest d'Hongria i sobretot amb l'amenaça d'una incursió soviètica cap a la pròpia Viena, el OKH alemany va disposar l'evacuació del territori eslovac en el més breu termini possible. El govern de Tiso i els seus adherents, davant l'evidència que els alemanys no defensarien Eslovàquia, va fugir cap a Àustria seguint a la Wehrmacht. Des de mitjan març l'Exèrcit Roig, recolzat per regiments romanesos i txecs, així com per partisanos eslovacs, van empènyer als alemanys a terres txeques en el seu avanç des del sud-est.
La caiguda de Bratislava en mans soviètiques el 4 d'abril de 1945 va determinar la fi efectiva de la República Eslovaca, que immediatament va formar part de la Txecoslovàquia reconstruïda.
Finalment, amb la derrota d'Alemanya, el govern eslovac, que havia escapat a Àustria, es va rendir a les forces nord-americanes del general Walton Walker al poble de Kremsmünster el 8 de maig de 1945, amb l'esperança de quedar sota custòdia militar dels EE. UU. Aquesta acció no va salvar als líders eslovacs de ser extradits a la renascuda República Socialista de Txecoslovàquia poc després de la fi de la guerra, per ser jutjats allí.
Tant Jozef Tiso com Vojtech Tuka, van ser jutjats a Txecoslovàquia després de la guerra, condemnats a mort per traïció i executats.